# Tapolca
Tapolca  este un oraș în districtul Tapolca, județul Veszprém, Ungaria, având o populație de 16.491 de locuitori (2011). 

## Demografie
Componența etnică a orașului Tapolca
     Maghiari (96,33%)
     Romi (1,41%)
     Germani (1,35%)
     Necunoscut (0,57%)
     Alții (0,34%)
Componența confesională a orașului Tapolca
     Romano-catolici (52,78%)
     Fără religie (11,85%)
     Reformați (2,95%)
     Luterani (1,14%)
     Atei (1,04%)
     Necunoscută (30,11%)
     Greco-catolici (0,13%)
     Alte religii (0,98%)
Conform recensământului din 2011, orașul Tapolca avea 16.491 de locuitori. Din punct de vedere etnic, majoritatea locuitorilor (96,33%) erau maghiari, existând și minorități de romi (1,41%) și germani (1,35%). Apartenența etnică nu este cunoscută în cazul a 0,57% din locuitori.  Din punct de vedere confesional, majoritatea locuitorilor (52,78%) erau romano-catolici, existând și minorități de persoane fără religie (11,85%), reformați (2,95%), luterani (1,14%) și atei (1,04%). Pentru 30,11% din locuitori nu este cunoscută apartenența confesională.

## Personalități născute aici
- László Varga (n. 1956), episcop romano-catolic.